# Nove (oblast de Kirovohrad)
Nove (ukrainien : Нове, russe : Новое) est une commune urbaine de l'oblast de Kirovohrad, en Ukraine. Elle compte 8 467 habitants en 2021.